# Sean Durkin
Sean Durkin (9 dicembre 1981) è un regista, sceneggiatore e produttore cinematografico statunitense attivo nel cinema indipendente.

## Biografia
Nato in Canada e cresciuto nel Surrey, risiede negli Stati Uniti dall'età di dodici anni. Si laurea in cinema alla Tisch School of the Arts dell'università di New York nel 2005. Crea assieme ai registi Antonio Campos e Josh Mond la casa di produzione indipendente BorderLine Films. Nel 2010 viene premiato col cortometraggio Mary Last Seen alla Quinzaine des Réalisateurs del Festival di Cannes. L'anno seguente espande il soggetto di quest'ultimo in quello che diventerà il suo lungometraggio d'esordio, La fuga di Martha, con cui vince il premio per la miglior regia al Sundance Film Festival 2011. Il film lancia inoltre la carriera di Elizabeth Olsen. In seguito Durkin dirige la miniserie televisiva di Channel 4 Southcliffe, con Sean Harris e Rory Kinnear. Il suo secondo film, The Nest - L'inganno, è uscito nel 2020.

## Filmografia

### Regista

#### Cinema
- Mary Last Seen – cortometraggio (2010)
- La fuga di Martha (Martha Marcy May Marlene) (2011)
- The Nest - L'inganno (The Nest) (2020)
- The Warrior: The Iron Claw (The Iron Claw) (2023)

#### Televisione
- Southcliffe – miniserie TV, 4 puntate (2013)

#### Video musicali
- Your Love Is Killing Me – Sharon Van Etten (2014)

### Sceneggiatore
- Mary Last Seen – cortometraggio (2010)
- La fuga di Martha (Martha Marcy May Marlene) (2011)
- The Nest - L'inganno (The Nest) (2020)

### Produttore
- The Last 15, regia di Antonio Campos – cortometraggio (2007)
- Afterschool, regia di Antonio Campos (2012)
- Kids in Love, regia di Josh Mond – cortometraggio (2010)
- Two Gates of Sleep, regia di Alistair Banks Griffin (2010) - produttore esecutivo
- Simon Killer, regia di Antonio Campos (2012)
- 1009, regia di Josh Mond – cortometraggio (2013)
- James White, regia di Josh Mond (2015)
- The Eyes of My Mother, regia di Nicolas Pesce (2016) - produttore esecutivo
- Christine, regia di Antonio Campos (2016) - produttore esecutivo
- Piercing, regia di Nicolas Pesce (2018) - produttore esecutivo
- The Nest - L'inganno (The Nest), regia di Sean Durkin (2020)
- The Rental, regia di Dave Franco (2020) - produttore esecutivo

### Direttore della fotografia
- Buy It Now, regia di Antonio Campos (2005)
- The Last 15, regia di Antonio Campos – cortometraggio (2007)

### Montatore
- Mary Last Seen – cortometraggio (2010)